# Germanion z Jerozolimy
Germanion z Jerozolimy – trzydziesty drugi biskup Jerozolimy.